# Clement Clarke Moore
Clement Clarke Moore (født 15. juli 1779, død 10. juli 1863) er den forfatter, der er anerkendt som forfatter til A Visit from Skt. Nicholas.
Alt tyder på, at opfinderen af rensdyrene er den amerikanske teolog Clement Clark Moore, som i 1823 stod bag digtet ”A Visit from St. Nicholas”. I dette digt lader Moore julemanden ankomme i en slæde, som trækkes af otte små rensdyr. Der står dog ikke et ord i digtet om, at rensdyrene kan flyve. Han skriver kun, at de er hurtige som ørne.
Faktisk nævnes, at rensdyr og Skt Nick kan flyve hele to gange:
"So, up to the house-top the coursers they flew,
With a sleigh full of toys—and St. Nicholas too."
"He sprang to his sleigh, to his team gave a whistle,
And away they all flew like the down of a thistle;"
Citat fra Clarke Moore's "A visit from Skt. Nicholas" 1823